# Băltița, Prahova
Băltița (în trecut, Comănacul) este un sat în comuna Mănești din județul Prahova, Muntenia, România.
Așezarea este atestată documentar în anul 1742.